# Nitakeris
Nitakeris is een kevergeslacht uit de familie van de boktorren (Cerambycidae). De wetenschappelijke naam van het geslacht werd voor het eerst geldig gepubliceerd in 2010 door Teocchi, Sudre & Jiroux.

## Soorten
Nitakeris omvat de volgende soorten:
- Nitakeris argyrostigma (Aurivillius, 1914)
- Nitakeris aurigutticollis (Teocchi, 1998)
- Nitakeris delecta (Gahan, 1909)
- Nitakeris kafakumbae (Breuning, 1950)
- Nitakeris senegalensis (Audinet-Serville, 1835)
- Nitakeris singularis (Teocchi, 1994)
- Nitakeris tanganjyicae (Breuning, 1956)
- Nitakeris chrysostigma (Harold, 1878)
- Nitakeris leucostigma (Harold, 1878)
- Nitakeris acutipennis (Breuning, 1956)
- Nitakeris adorata (Thomson, 1858)
- Nitakeris angustifrons (Harold, 1878)
- Nitakeris argenteovittata (Aurivillius, 1914)
- Nitakeris atriceps (Breuning, 1956)
- Nitakeris atricornis (Breuning, 1950)
- Nitakeris basilewskyi (Breuning, 1955)
- Nitakeris bicoloricornis (Breuning, 1965)
- Nitakeris bifasciata (Aurivillius, 1927)
- Nitakeris bimaculata (Franz, 1942)
- Nitakeris buettneri (Kolbe, 1893)
- Nitakeris calabarica (Breuning, 1956)
- Nitakeris dimidiaticornis (Chevrolat, 1857)
- Nitakeris flavipennis (Breuning, 1956)
- Nitakeris flavotibialis (Breuning, 1956)
- Nitakeris fuscofasciata (Breuning & Teocchi, 1978)
- Nitakeris fuscosternalis (Breuning, 1950)
- Nitakeris gigantea (Nonfried, 1892)
- Nitakeris gracilior (Breuning, 1956)
- Nitakeris guineensis (Breuning, 1956)
- Nitakeris hintzi (Aurivillius, 1923)
- Nitakeris imitans (Breuning, 1956)
- Nitakeris juvenca (Brancsik, 1914)
- Nitakeris lualabae (Aurivillius, 1914)
- Nitakeris lucasii (Thomson, 1858)
- Nitakeris mabokensis (Breuning & Teocchi, 1978)
- Nitakeris microphthalma (Breuning, 1950)
- Nitakeris minor (Breuning, 1956)
- Nitakeris murphyi (Sudre & Teocchi, 2005)
- Nitakeris nigriceps (Aurivillius, 1914)
- Nitakeris nigricollis (Aurivillius, 1914)
- Nitakeris nigricornis (Olivier, 1795)
- Nitakeris nigrofasciata (Aurivillius, 1925)
- Nitakeris obereoides (Breuning, 1956)
- Nitakeris occidentalis (Breuning, 1956)
- Nitakeris parahintzi (Breuning & Teocchi, 1978)
- Nitakeris pascoei (Thomson, 1858)
- Nitakeris patricia (Chevrolat, 1858)
- Nitakeris plagiata (Aurivillius, 1914)
- Nitakeris pseudolucasi (Breuning, 1956)
- Nitakeris pseudonigriceps (Breuning, 1950)
- Nitakeris pseudoschultzei (Breuning, 1950)
- Nitakeris rufoantennalis (Breuning, 1950)
- Nitakeris rufomedioantennalis (Breuning, 1964)
- Nitakeris sanguinicollis (Breuning, 1956)
- Nitakeris schoutedeni (Breuning, 1951)
- Nitakeris schubotzi (Hintz, 1919)
- Nitakeris sessensis (Breuning, 1956)
- Nitakeris similis (Breuning, 1956)
- Nitakeris similis (Gahan, 1893)
- Nitakeris simpsoni (Aurivillius, 1914)
- Nitakeris subjuvenca (Breuning, 1950)
- Nitakeris tibialis (Kolbe, 1893)
- Nitakeris togoensis (Breuning, 1961)
- Nitakeris uniformis (Breuning, 1950)